# Artiemjewo (rejon mieżdurieczeński)
Artiemjewo (ros. Артемьево) – wieś w Rosji, w rejonie mieżdurieczeńskim obwodu wołogodzkiego. W 2010 r. liczyła 5 mieszkańców.